# 333
333 (CCCXXXIII) fue un año común comenzado en lunes del calendario juliano, en vigor en aquella fecha.
En el Imperio romano, el año fue nombrado como el del consulado de  Dalmacio y Zenofilo, o menos comúnmente, como el 1086 Ab Urbe condita, adquiriendo su denominación como 333 a principios de la Edad Media, al establecerse el anno Domini.

## Acontecimientos
- Inicio en Chipre de una sublevación que proclama a Calocaerus emperador del Imperio Romano.
- Un habitante de Burdeos inicia una peregrinación hacia Jerusalén, legándonos el Itinerario del Anónimo de Burdeos hacia Jerusalén.
- El emperador Constantino I regla los usos de la corte del Imperio bizantino, es decir, el ceremonial bizantino.
- El astrólogo siciliano Firmicus Maternus publica su Matheseos libri VIII.
- Inicio de las obras en Roma de la primera basílica de San Pedro.